# أحمد بن محمد الفرسطائي
أبو العباس أحمد بن محمد بن بكر الفرسطائي النفوسي ويكنى «بأبي العباس» (ت: 504هـ/1111م) إمام وفقيه موسوعي، من أشهر علماء الإباضية في القرن الخامس الهجري.
هو أحمد بن محمد بن بكر النفوسي الفرسطائي، نسبة إلى فرسطاء بجبل نفوسة في ليبيا.
نشأ في أحضان أسرة مشتهرة بالعلم والعلماء. كان من أبرزها أبوه العالم محمد بن بكر بن أبي عبد الله، واضع نظام (حلقة العزابة) (ت: 440هـ).

## مؤلفاته
حوالي خمسة وعشرين كتابا ضاع أغلبها. ومن أشهر ما بقي منها:
- .كتاب فيه مسائل التوحيد مما لا يسع الإنسان جهله، وغير ذلك من مسائل الكلام.
- .السيرة في الدماء
- .كتاب تبيين أفعال العباد (مخطوط)، يبحث في الأخلاق والسلوك
- .الجامع في الفروع، جزأين، يتناول فقه العبادات،
- .كتاب القسمة وأصول الأراضين، وهو يقع في ثمانية أجزاء، طبع بسلطنة عمان سنة 1414هـ/1992م، بتحقيق الدكتور محمد ناصر والشيخ بالحاج بكير باشعادل
- .كتاب الألواح
- .كتاب تلخيص القسمة: مخطوط في المعاملات التجارية بين الشركاء،
- .كتاب الأموات، مخطوط، يتعلق موضوعه بالجنائز والأموات.